# 松露酒造
松露酒造（しょうろしゅぞう）は、1928年創業の宮崎県串間市にある日本の酒造業者。

## 主要商品
- 松露
- 黒麹仕込松露
- 心水
- 松露 うすにごり
- 甕封じ
- 松露104号
- 松露白麹赤芋仕込
- 松露Colorful
- 松露 あらた
- 特別蒸留原酒 桐箱
- genshu.宮崎紅
- genshu.米熟成2004
- 松露黒麦
- 松露黒麦 平成十六年蒸留長期貯蔵原酒